# Колимська ГЕС
Коли́мська гідроелектроста́нція імені Ю. І. Фріштера (рос. Колы́мская гидроэлектроста́нция имени Ю. И. Фриштера) — ГЕС на річці Колима поблизу селища Синегор'є Ягоднинського району Магаданської області. Колимська ГЕС є основою енергосистеми Магаданської області, виробляючи близько 95% електроенергії в регіоні. Є верхньою сходинкою Колимського каскаду ГЕС. Будівництво Колимської ГЕС здійснено в суворих кліматичних умовах, в зоні поширення вічної мерзлоти. Має найвищу в Росії ґрунтову греблю, а також є найпотужнішою гідроелектростанцією з підземним розташуванням машинного залу в країні. Входить до складу ВАТ «Колимаенерго» — дочірнього товариства ВАТ «РусГідро».

## Природні умови
Колимська ГЕС розташована на 1854 км від гирла однойменної річки, на місці розташування Великих Колимських порогів (в даний час, затоплені водосховищем ГЕС). У створі ГЕС долина річки звужується, утворюючи ущелину з крутими схилами. До будівництва ГЕС ця місцевість була зовсім необжитою та ізольованою, найближча автомобільна дорога (Колимська траса) знаходиться на відстані близько 40 км. Колима в створі ГЕС відрізняється різкою нерівномірністю стоку — велика частина стоку проходить в літньо-осінній період у вигляді двох хвиль паводків: весняного (з піком у червні) та літньо-осіннього дощового (серпень-вересень), в теплий період року проходить 95-97% стоку. Взимку стік практично припиняється (середня витрата води в цей період падає до 3-5 м³/с, мінімальний спостережений стік — 0,3 м³/с). Середньорічна витрата в створі Колимської ГЕС — 461 м³/с, що відповідає середньорічному обсягу стоку 14,2 км³. Максимальний розрахунковий паводок (повторюваність 1 раз на 10 000 років з гарантійною поправкою) оцінюється в 20 900 м³/с, максимальні витрати, що спостерігалися — 12 200 м³/с. Замерзання річки відбувається зазвичай на початку жовтня, танення — у другій половині травня; тривалість льодоставу становить 200–270 діб.
Клімат різко континентальний, з дуже холодною зимою і помірно теплим літом. Річна амплітуда коливань температури повітря досягає 98°С, мінімальна зимова температура — мінус 62°С, максимальна річна — плюс 36°С. Тривалість опалювального періоду — 270 днів. Середньорічна кількість опадів становить 449 мм, досить рівномірно розподілених протягом року. Для району розташування Колимської ГЕС характерні практично постійні зимові вітри, що обумовлюють високу жорсткість погоди.
В основі споруд Колимської ГЕС залягають міцні тріщинуваті граніти, перекриті шаром пухких відкладень товщиною 3-20 м (в руслі річки залягають алювіальні відкладення товщиною 2-5 м). Гірські породи знаходяться в стані вічної мерзлоти глибиною близько 300 м; виняток становить русло річки, де є наскрізний талік. Сейсмічність району — 7 балів за шкалою MSK-64.

## Конструкція станції
Конструктивно Колимська ГЕС являє собою потужну греблеву високонапірну гідроелектростанцію. Споруди ГЕС поділяються на кам'яно-накидну греблю, підземну будівлю ГЕС з водоприймачем, водоскид, виробничо-технологічний комплекс (ВТК) з закритим розподільчим пристроєм (ЗРП). Колимська ГЕС має велику кількість постійних і тимчасових підземних споруд загальною довжиною 7,2 км і об'ємом виломки 425 тис. м³. Встановлена потужність електростанції — 900 МВт, гарантована потужність — 224 МВт, середньорічне вироблення електроенергії — 3,325 млрд. кВт.год.

### Гребля
Гребля Колимської ГЕС кам'яно-накидна з протифільтраційним ядром. Максимальна будівельна висота греблі — 134,5 м (найвища ґрунтова гребля в Росії), довжина по гребеню — 683 м, ширина гребеня — 15 м. Гребля складається з верхової і низової утримуючих призм з гранітного кам'яного насипу, протифільтраційного ядра з глиняно-піщаних ґрунтів, а також фільтрів з піщано-гравійного ґрунту, які розташовані між ядром і утримуючими призмами. У верховий клин греблі включена тимчасова гребля висотою 62 м з протифільтраційним ядром, що використовувалась в період будівництва станції. Об'єм тіла греблі — 10 млн м³, з яких на кам'яний насип випадає 8 млн м³, на ядро — 1,2 млн м³ і на фільтри — 0,8 млн м³. У основі греблі розташована залізобетонна цементна галерея, скельна основа під ядром греблі облицьована бетоном. Також, в правобережній частині греблі біля її основи розташована тимчасова водоскидна споруда, що використовувалася в період будівництва станції і в даний час забетонована. Водонепроникність гірських порід у основі греблі забезпечується за допомогою цементної завіси глибиною 60-100 м.

### Водоскид

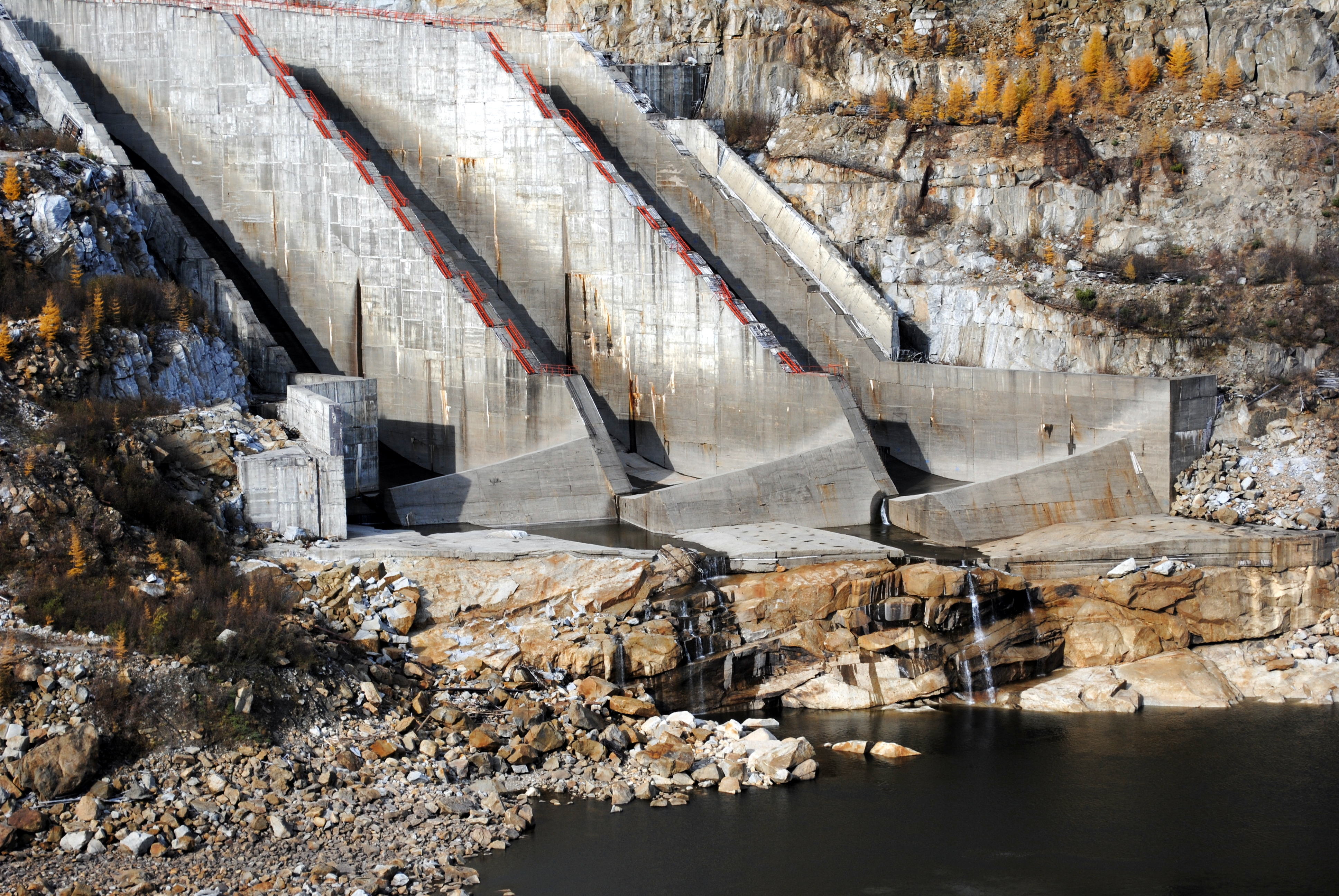
Кінцева частина водоскиду з трамплінами

Водоскид Колимської ГЕС поверхневий, берегового типу, розташований зліва від греблі в скельній виїмці і примикає до водоприймача будівлі ГЕС, маючи з ним спільний підвідний канал. Пропускна здатність водоскиду — 11300 м³/с. Водоскид бетонний, складається з трьохпролітного водозливу і швидкотоків, що закінчуються трамплінами. Кожен з трьох прольотів водозливу шириною по 13 м перекривається сегментним затвором висотою 21 м. Оперування затворами проводиться за допомогою лебідок вантажопідйомністю 200 т кожна (по дві на кожен затвор). Лебідки встановлені в спеціальному приміщенні на естакаді. Також є три плоских ремонтних затвора, які розташовані перед сегментними і якими управляють за допомогою козлового крана. Лотки швидкотоку розташовані на різній висоті (найвищий — лівий, під № 1) і розділені бичками. Довжина лотків різна, найбільша — у лотка № 1 (220 м); за рахунок цього кінцева ділянка водоскиду з трамплінами розташована під кутом до осі лотків, що підсилює ефект розсіювання струменя і відвертає потік від лівобережного схилу до русла річки. Гасіння енергії потоку відбувається в ямі розмиву в руслі річки.
У період будівництва станції використовувалася тимчасова водоскидна споруда, яка розташована на правому березі біля основи греблі, загальною довжиною 1060 м. Вона складається з підвідного каналу довжиною 300 м, оголовка баштового типу з чотирма донними отворами, залізобетонної труби довжиною 350 м, шириною 22 м і висотою 29,5 м, відвідного каналу довжиною 360 м з віражем, водобійним колодязем і бетонною рісбермою. Пропускна здатність тимчасового водоскиду — 10700 м³/с. Будівництво тимчасового водоскиду зайняло 8 років, в нього було укладено 400 тис. м³ бетону (30% всіх бетонних робіт з Колимської ГЕС), його кошторисна вартість склала 80 млн рублів у цінах 1984 року. Використання тимчасового водоскиду в період постійної експлуатації ГЕС не передбачено, в даний час він забетонований. Таке рішення стосовно такої складної і дорогої споруди деякими фахівцями вважається інженерною помилкою.

### Будівля ГЕС

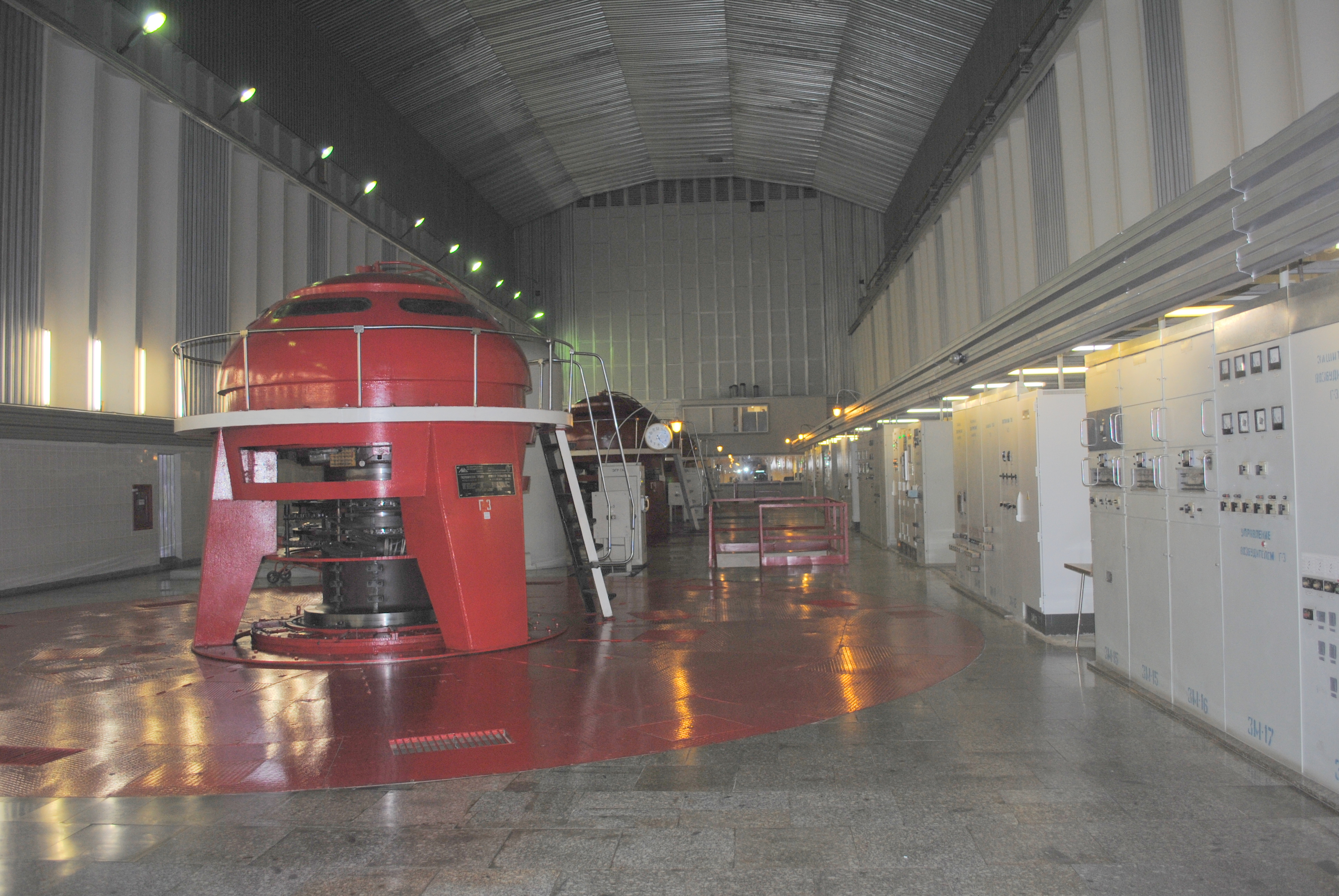
Машинний зал

Машинний зал Колимської ГЕС — підземний, розташований в скельній виломці лівого берега, має довжину 130 м і ширину 24 м, складається з монтажного майданчика і п'яти агрегатних блоків. У машинному залі встановлено 5 гідроагрегатів потужністю по 180 МВт: чотири з діагональними турбінами ПЛД-45-2256В-420 і один з радіально-осьовою турбіною РО-868М-В-410. Турбіни працюють на розрахунковому напорі 108 м і приводять в дію гідрогенератори СВ 812/240-28УХЛ4. Виробник турбін — Ленінградський металевий завод, генераторів — Сибелектротяжмаш. З'єднання машинного залу з поверхнею здійснюється по транспортному тунелю довжиною 300 м і ліфтових шахтах.
Вода на гідротурбіни надходить по п'яти напірних водогонах довжиною 262 м і діаметром 6 м кожен з водоприймача, розташованого на лівому березі, поблизу водоскиду. Водоприймач примикає до греблі і відокремлений від неї підпірною стінкою. Водоприймач складається з п'яти секцій шириною по 18 м, до яких примикають водогони. Обладнання водоприймача включає в себе плоскі аварійно-ремонтні затвори, ремонтний затвор і сміттєстримуючі решітки. Управління аварійно-ремонтними затворами проводиться за допомогою гідропідйомників. Обладнання розміщено в опалювальному приміщенні, в якому також змонтований мостовий кран вантажопідйомністю 200 т. У період тимчасової експлуатації ГЕС на зниженому напорі використовувався тимчасовий водоприймач і тимчасові водогони для перших трьох гідроагрегатів. Згодом тимчасовий водоприймач був виведений з експлуатації і затоплений водосховищем, а тимчасові водогони закладені бетонними пробками.

### Схема видачі потужності
З гідрогенераторів електроенергія подається під напругою 13,8 кВ по трьох шинних галереях на генераторний розподільний пристрій, розташоване в ПТК (оснащене повітряними вимикачами ВВГ-20 і генераторними роз'єднувачами РВПЗ-2/20). Звідти вона надходить на силові трансформатори ТЦ 250000/220 ХЛ (5 шт., Виробник — Запоріжтрансформатор), розташовані на станційному майданчику, а з них — на розташований на даху ПТК закритий розподільний пристрій 220 кВ і з нього в енергосистему. Обладнання ЗРУ-220 кВ включає в себе маломасляні вимикачі HLR-245, вимикачі та лінійні роз'єднувачі типу РНДз 220. Крім розподільних пристроїв, в ПТК розташовані адміністративний корпус, головний щит управління, електрокотельня, обладнання власних потреб станції, трансформаторно-масляне господарство та інші виробничі приміщення. Видача електроенергії здійснюється за такими лініями електропередачі під напругою 220 кВ:
- Колимська ГЕС — Ягідне (двохцепна, довжина 96 км, максимальна пропускна здатність 600 МВт);
- Колимська ГЕС — Оротукан (одноцепна, довжина 93 км, максимальна пропускна здатність 250 МВт);
- Колимська ГЕС — Усть-Омчуг (двохцепна, довжина 160 км, максимальна пропускна здатність 300 МВт);
- Колимська ГЕС — Котельна (одноцепна, довжина 9 км, максимальна пропускна здатність 220 МВт);

### Водосховище
Напірні споруди ГЕС утворюють велике Колимське водосховище сезонного регулювання (коефіцієнт зарегулювання стоку 0,7). Площа водосховища 454,6 км², повна і корисна ємність водосховища 15,08 і 7,24 км³ відповідно. Відмітка нормального підпірного рівня водосховища становить 451,5 м над рівнем моря, форсованого підпірного рівня — 457,6 м, рівня мертвого обсягу — 432,0 м. При створенні водосховища було затоплено 40,84 тис. га сільгоспугідь (головним чином оленячих пасовищ), перенесено 66 будівель.

Споруди та обладнання Колимської ГЕС
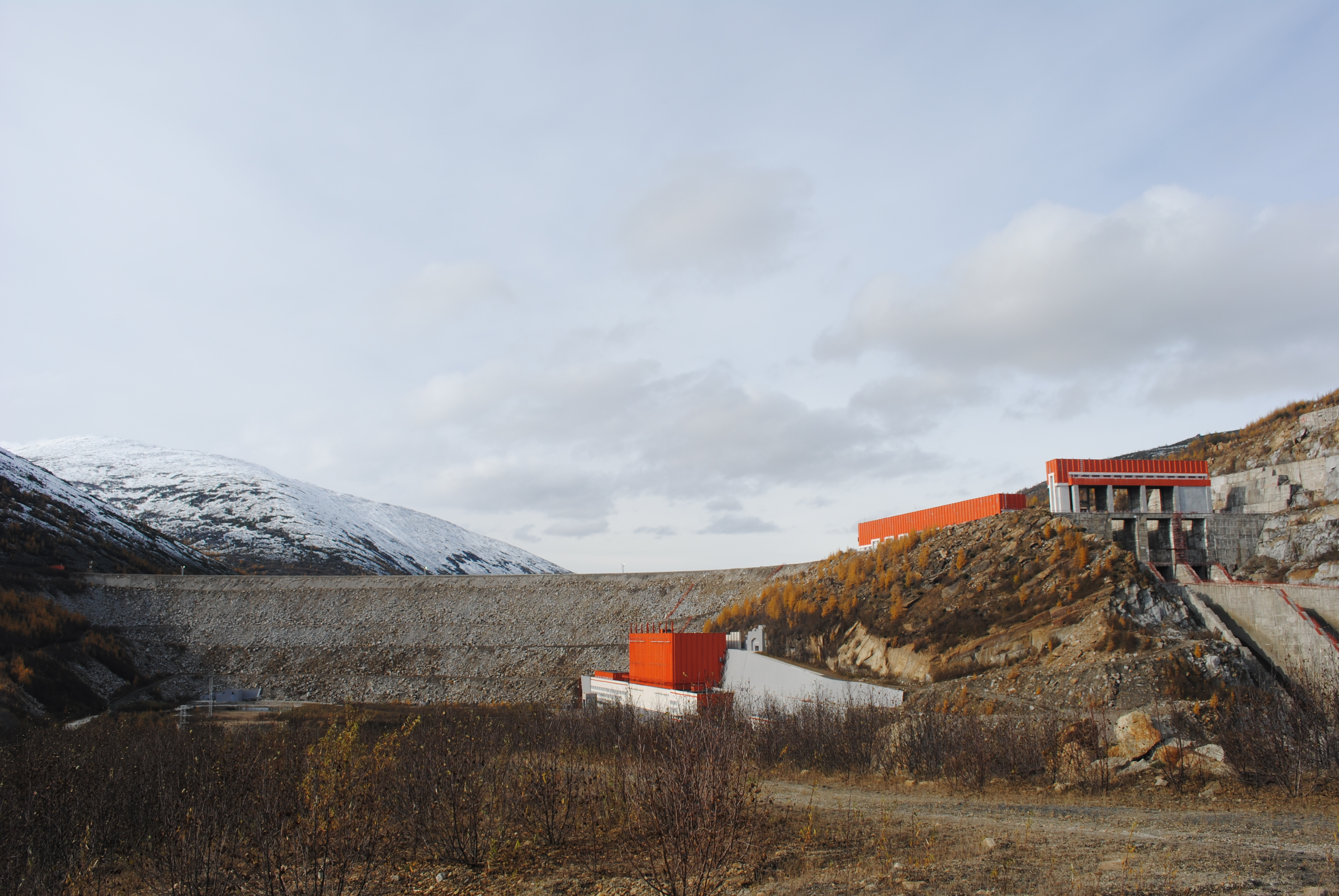
Загальний вигляд з нижнього б'єфу
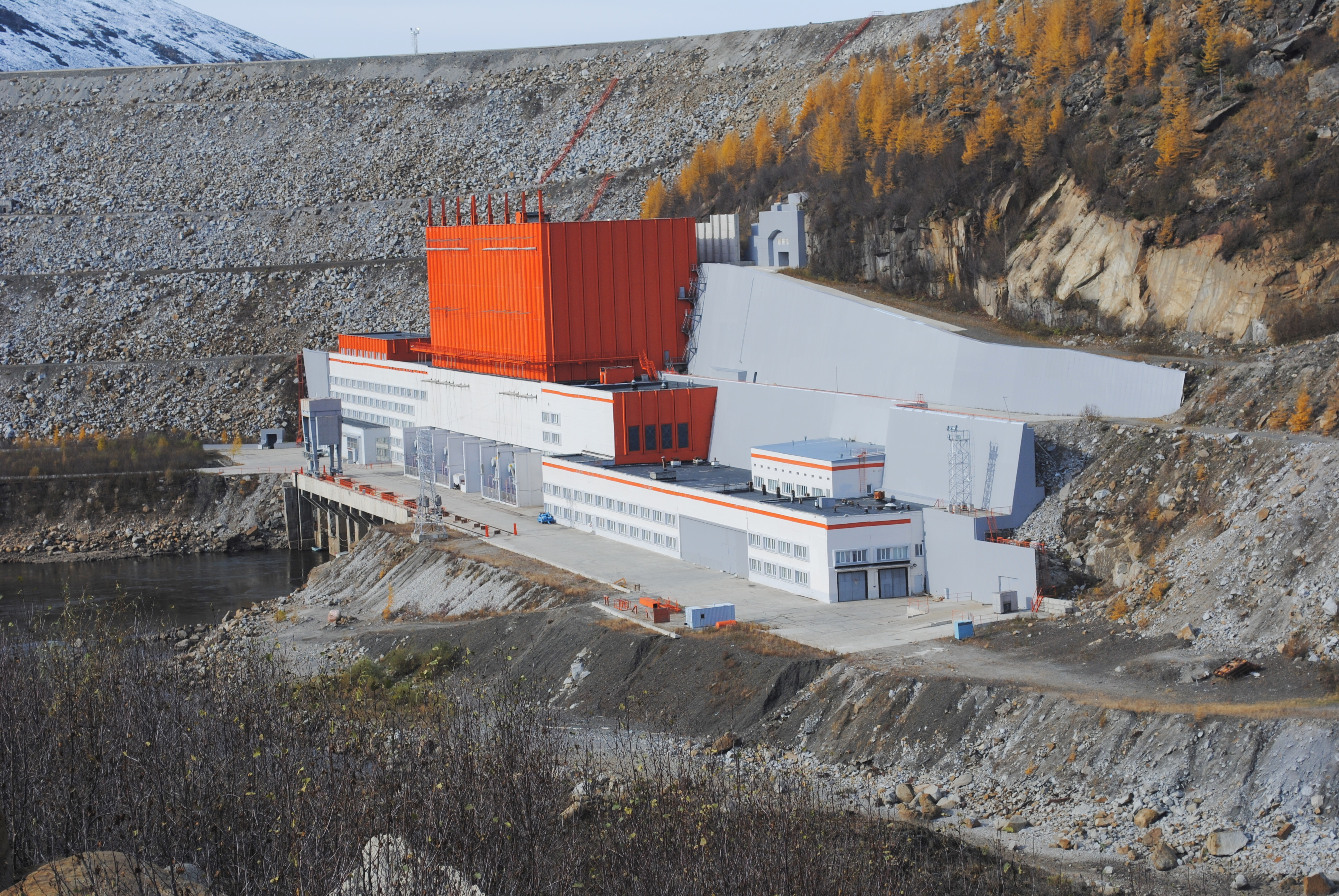
ВТК і ЗРП-220 кВ
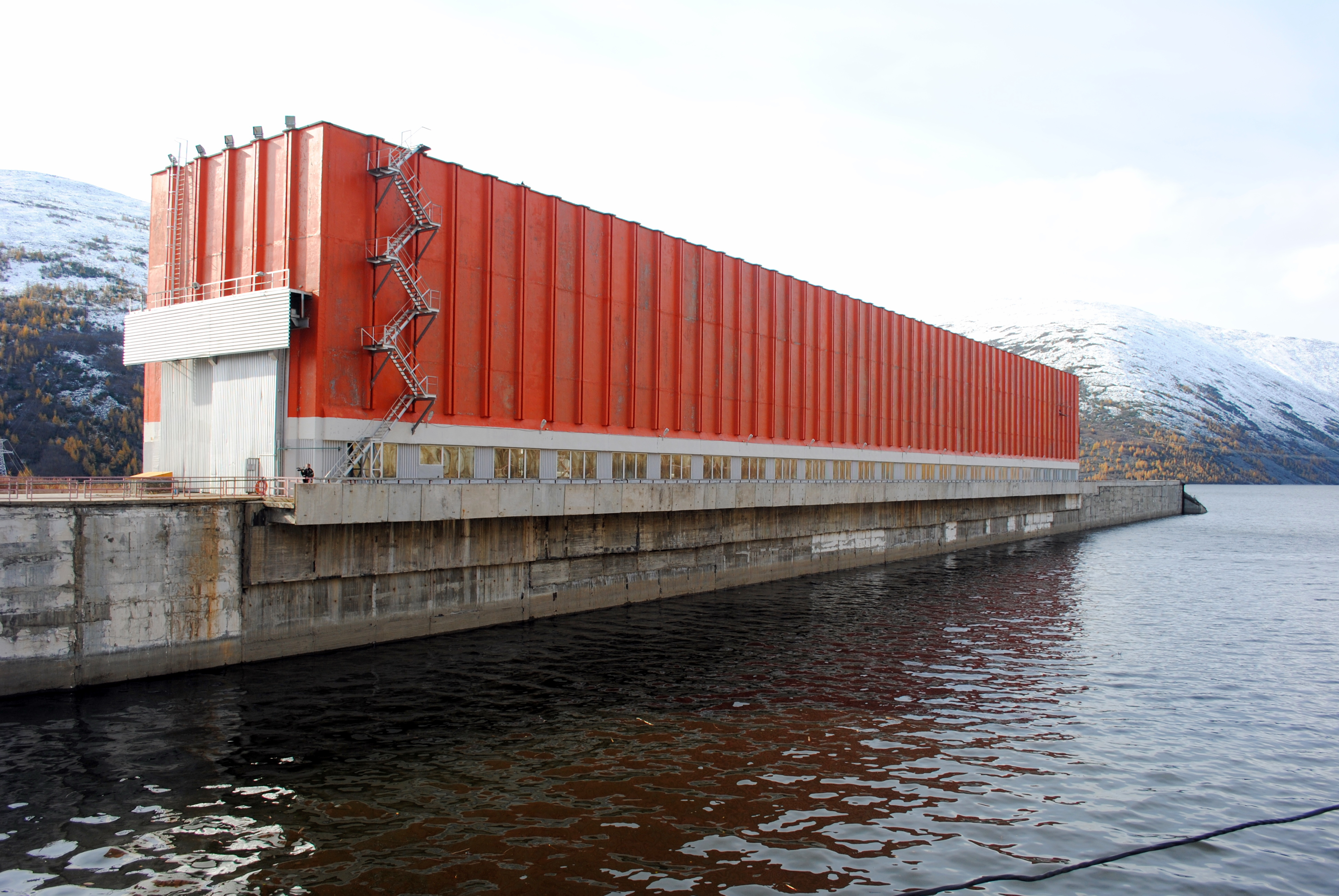
Водоприймач
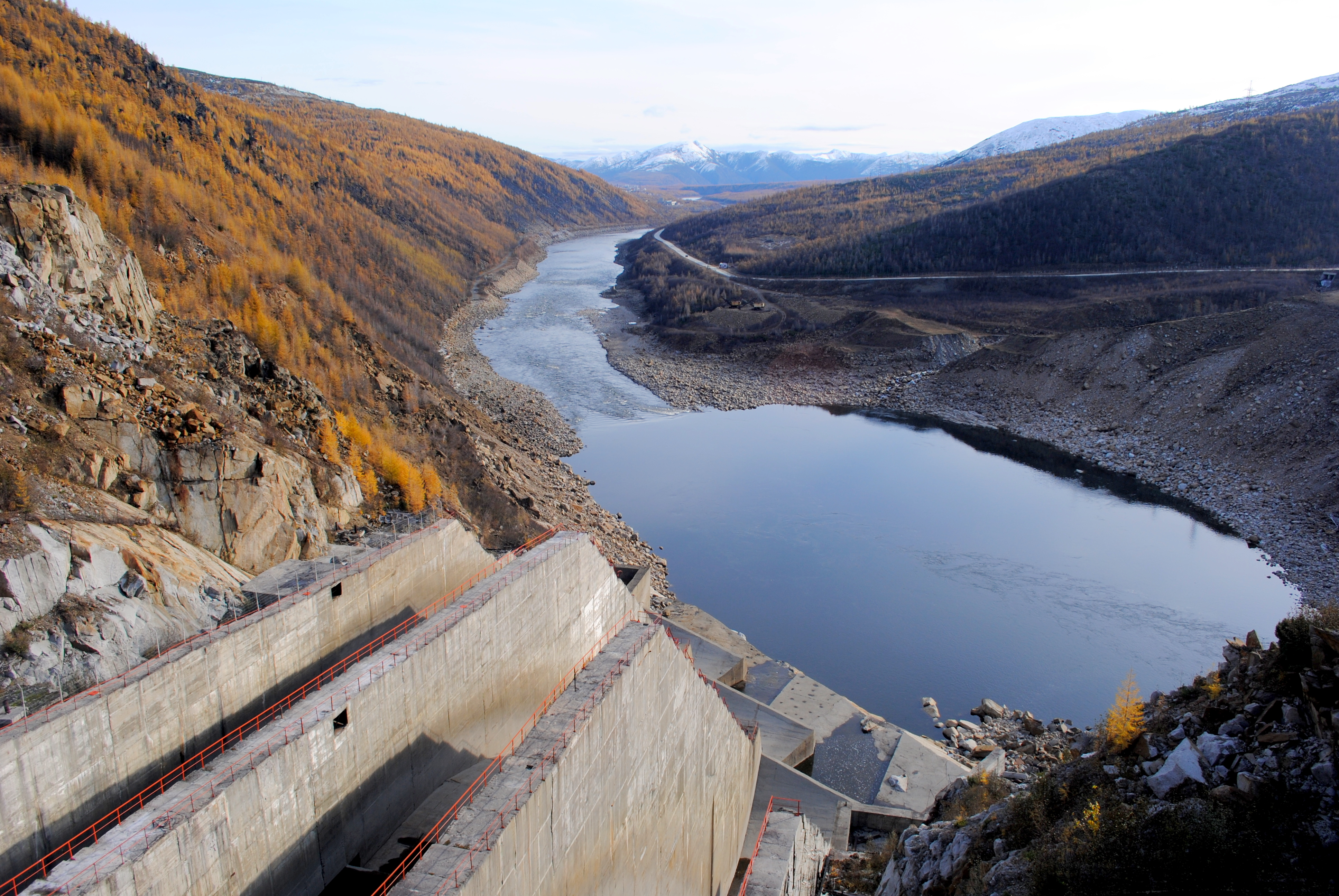
Лотки водоскиду і яма розмиву
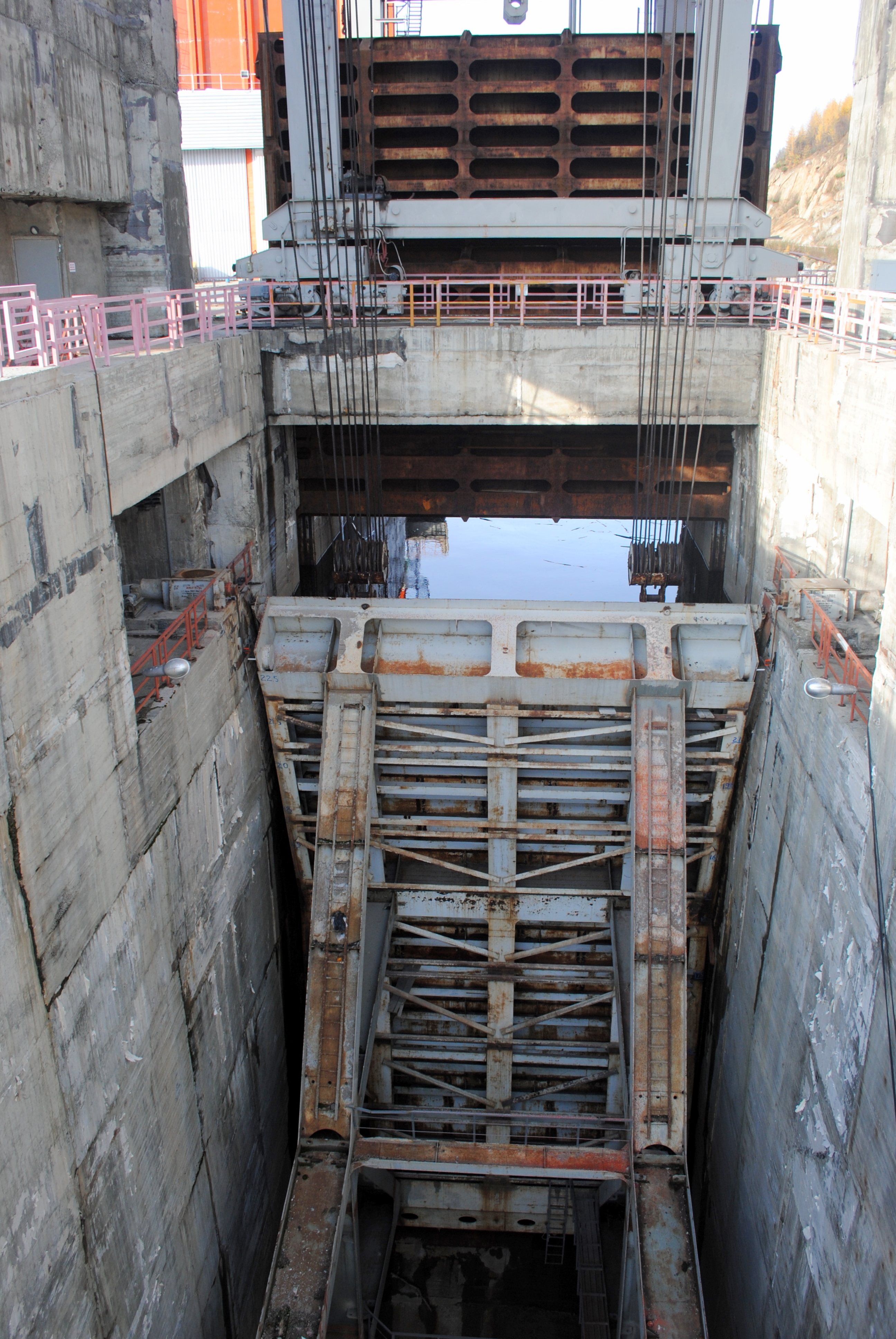
Сегментний затвор водоскиду
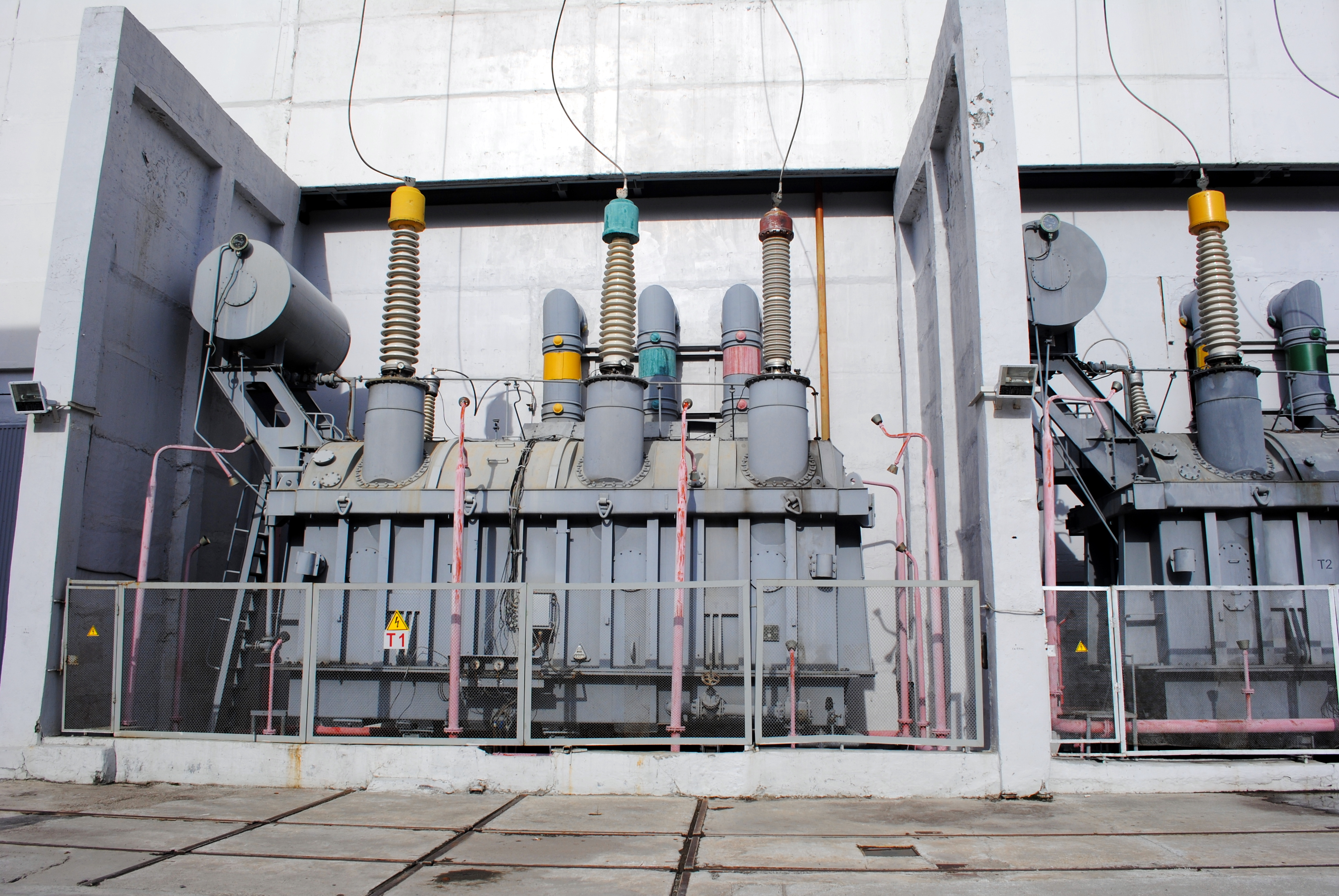
Силові трансформатори
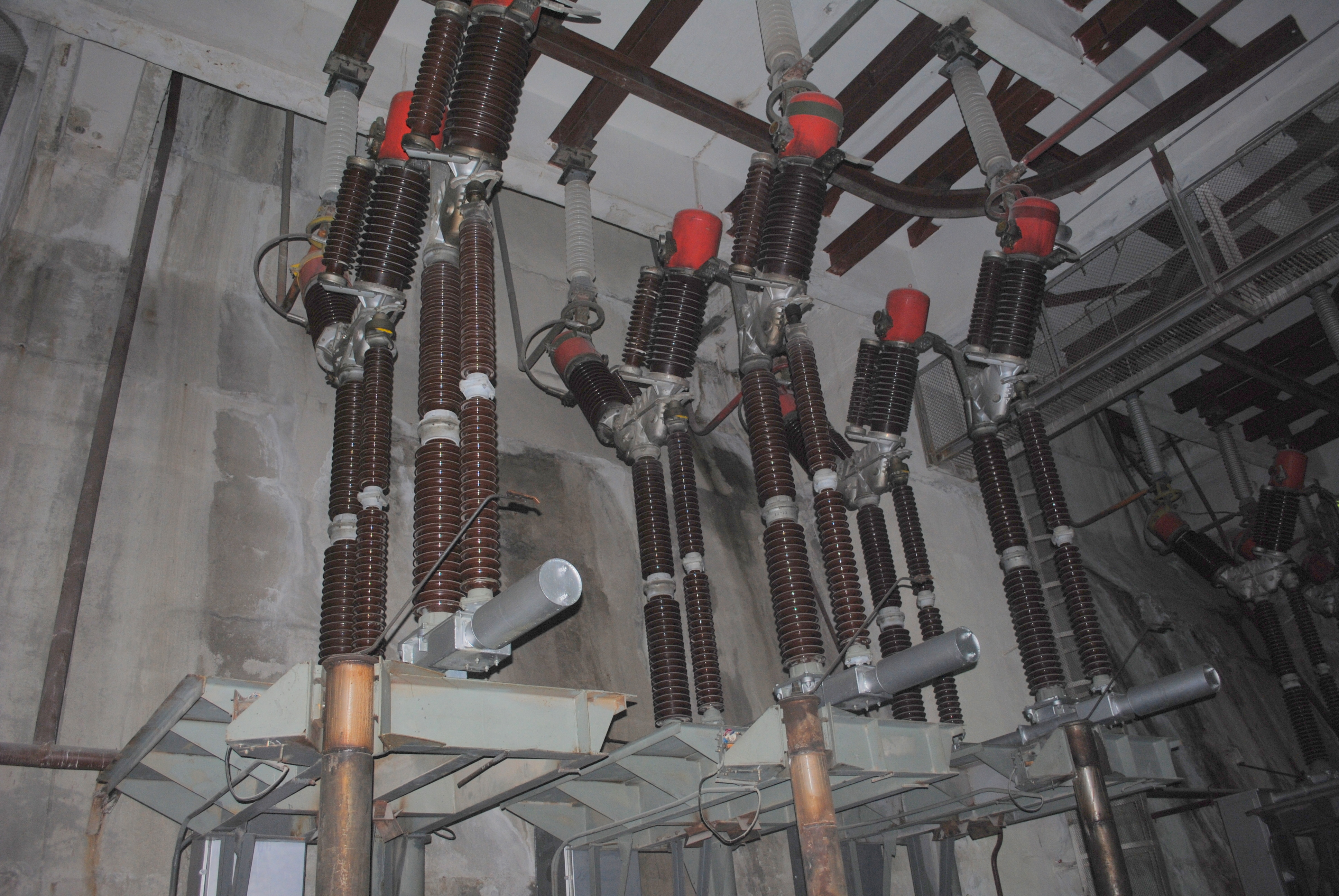
Обладнання ЗРП-220 кВ

## Економічне значення
Колимська ГЕС є основним джерелом енергопостачання Магаданської області, забезпечуючи близько 95% її енергоспоживання. Введення ГЕС в експлуатацію дозволило вивести в резерв Аркагалінську ГРЕС і істотно скоротити споживання вугілля на Магаданській ТЕЦ (з припиненням опалювального періоду ТЕЦ зупиняється і використовується електрокотельня). На електроопалення також переведений ряд населених пунктів Магаданської області. Скорочення споживання вугілля дозволяє щорічно запобігати спалювання близько 1 млн тонн цього виду палива. У ході зведення Колимської ГЕС були також побудовані селища Сінєгор'є і Уптар, лінії електропередачі, реконструйована транспортна інфраструктура.
Режим роботи Колимської ГЕС (заповнення водосховища в паводковий період і його використання взимку) призводить до деякого зменшення паводкових витрат нижче за течією Колими, і збільшенню зимового стоку. Зниження висоти підйому води в паводки 50% забезпеченості оцінюється в 0,8 м (у створі у м. Середньоколимськ). Вплив станції на навколишнє середовище, зокрема на рибні ресурси Колими, оцінюється як обмежене — прохідні лососеві риби в Колиму не заходять, нерестовища більшості цінних напівпрохідних і житлових видів риб (сибірський осетер, пелядь, сиг-чир, муксун тощо) розташовані значно нижче створу ГЕС.

## Історія будівництва

### Проектування
Вперше ідею будівництва ГЕС на Колимі висунув геолог Д. В. Вознесенський, який в 1932 році обстежив верхів'я річки. Вишукування можливості будівництва гідроелектростанції в районі Великих Колимських порогів з метою енергопостачання об'єктів Дальстрою були розпочаті інститутом «Дальстройпроект» в 1934 році, в район створу станції була спрямована експедиція під керівництвом інженера-гідротехніка І. П. Морозова. У 1935 році був розроблений проект ГЕС потужністю 50 МВт (4 × 12,5 МВт) з ґрунтовою греблею висотою 76 м. Цей проект не був реалізований через високу вартість (будівництво ГЕС оцінювалося в 183 мільйона рублів). У 1938 році пошуки були продовжені, були пробурені кілька свердловин глибиною 60 м, складений проект ГЕС потужністю 148 МВт при висоті греблі 65 м. У 1948 році Дальстройпроектом була складена схема гідроенергетичного використання Верхньої Колими, що включала в себе Верхньопорозьку, Нижньопорозьку і Усть-Среднєканську ГЕС, загальною потужністю 1080 МВт. Однак замість будівництва ГЕС більш ефективним було визнано використання місцевого вугілля.
Інтерес до будівництва ГЕС на Колимі знову виник в 1960-х роках. У червні 1964 була розпочата топографічна зйомка в районі майбутньої ГЕС. У 1965 році в Магадан разом з великою групою гідротехніків прибув міністр енергетики СРСР П. С. Непорожній; наслідком цієї поїздки стало прийняття рішення про початок дослідницьких робіт на створі Колимської ГЕС, а інституту «Ленгідропроект» доручалося скласти техніко-економічну доповідь (ТЕД) по станції. У 1965 році були завершені топографічні роботи, в створі висадився перший загін вишукувачів-гідротехніків. ТЕД був підготовлений в 1966 році і підтвердив ефективність будівництва станції. У грудні 1966 року «Ленгідропроект» почав розробку проекту Колимської ГЕС, в 1967 році в створі розпочала комплексні дослідження експедиція № 13 інституту.
Техніко-економічне обґрунтування проекту було затверджено 4 серпня 1970, 6 жовтня того ж року був остаточно обраний створ станції. Розроблений «Ленгідропроект» технічний проект Колимської ГЕС був затверджений розпорядженням Ради Міністрів СРСР № 1565-р від 2 серпня 1973 року. У ході робочого проектування та будівництва в проект були внесені істотні зміни — зокрема, зросла потужність станції (з 720 до 900 МВт — був доданий ще один гідроагрегат), висота греблі збільшена на 5,5 м, змінена конструкція тимчасової греблі (як протифільтраційний елемент було прийнято ядро замість екрану), цементаційної галереї, тимчасової водоскидної споруди. Була значно змінена конструкція експлуатаційного водоскиду — за рахунок збільшення висоти греблі і відповідно обсягів акумулювання стоку у водосховищі з'явилася можливість зменшити його пропускну здатність і габарити (з шестипрогінного він став трьохпрогінним).

### Будівництво

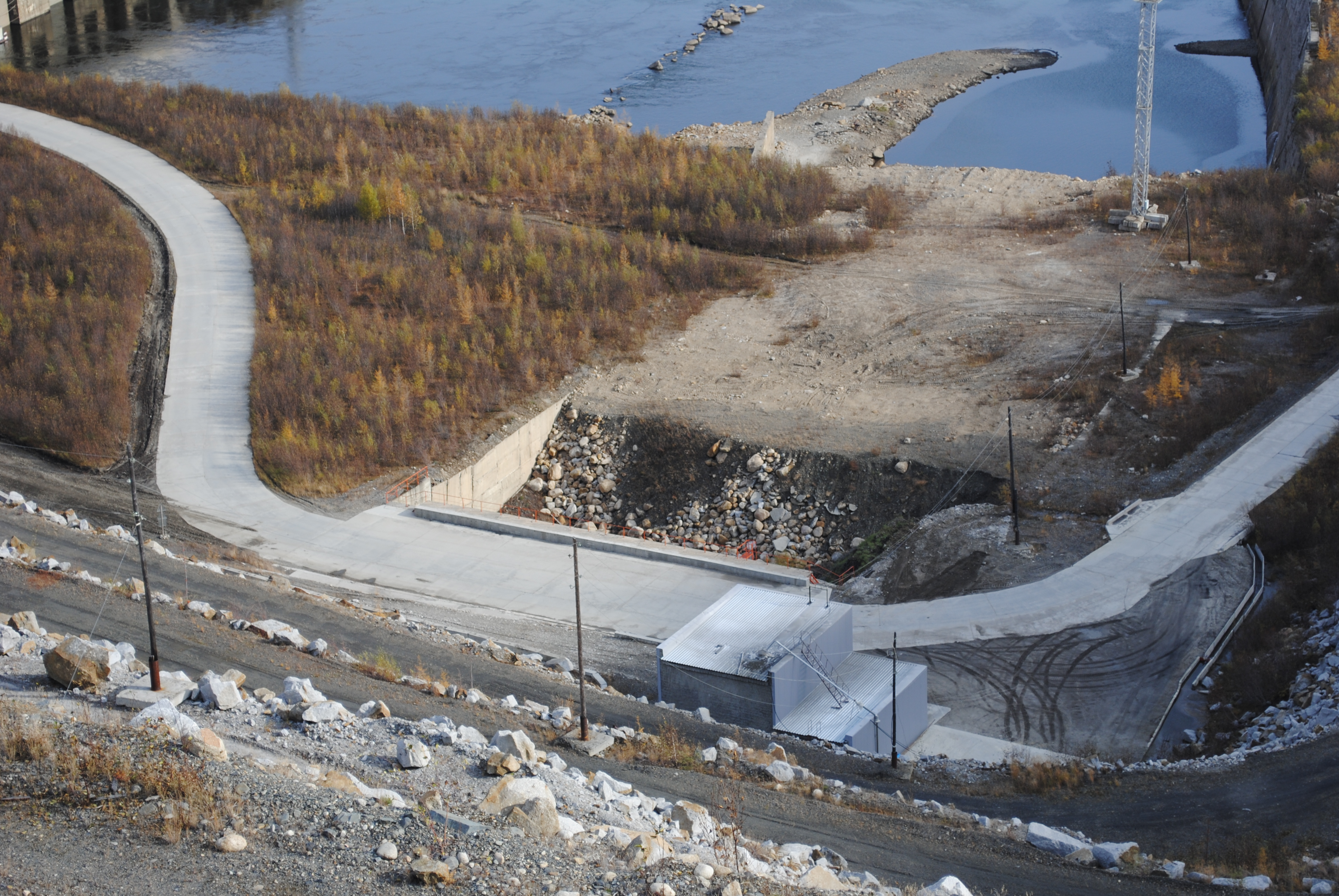
Тимчасова водоскидна споруда в даний час

6 листопада 1969 був підписаний наказ про створення у складі «Вілюйгесбуду» управління будівництва «Колимагесбуд». Начальником будівництва станції став Ю. Й. Фріштер, головним інженером — А. А. Сєров. У січні 1970 року Держплан СРСР відкрив титул підготовчих робіт з Колимської ГЕС. 17 лютого 1970 року з Вілюйської ГЕС в Якутії був відправлений і 5 березня того ж року прибув до створу станції перший автопоїзд з будівельною технікою. Одночасно відправлялися люди і техніка з боку Магадану — у березні 1970 року в районі селища Уптар було обрано майданчик для перевалочної бази будівництва. Розпочався підготовчий етап будівництва — спорудження житла, доріг, бази будівництва та іншої інфраструктури.
20 березня 1971 року було офіційно розпочато зведення селища гідробудівників Сінєгор'є. У тому ж році почалося будівництво постійної автодороги Дебін — Сінєгор'є, завершене в 1973 році. У 1972 році будівництво отримало постійне енергопостачання по лінії 35 кВ. У 1973 році на будівництві був запущений бетонний завод, в 1974 році в Сінєгор'ї почалося зведення кам'яних будинків (до цього забудова була дерев'яною). У 1975 році було розпочато бетонування опор мосту через Колиму. Підготовчий етап будівництва був завершений в 1977 році, з відкриттям мосту через Колиму, що дозволило в повному обсязі розгорнути роботи на основних спорудах.
Схема будівництва станції передбачала її спорудження у дві черги. У першу чергу станції входило спорудження цементаційної галереї основної греблі, тимчасової греблі, водоскидної споруди, водоприймача і тунельних водогонів, частини будівлі ПТК, а також частини машинного залу на три агрегати, що включаються в роботу на знижених напорах (40-56 м). У другу чергу будується основна гребля, постійний водоскид і водоприймач, будівля ГЕС та ПТК у повному обсязі.
Земельно-скельні роботи в створі Колимської ГЕС почалися в 1974 році, 19 лютого 1976 року в основні споруди гідровузла був покладений перший бетон, 28 липня того ж року на будівництві був витягнутий мільйонний кубометр ґрунту. У 1974–1978 роках велася розробка котловану тимчасової водоскидної споруди, підвідного каналу до тимчасового водоприймача, земляні роботи на станційному майданчику, а також першочергові роботи на підземному комплексі споруд. У 1977–1979 роках проводилася підготовка основи греблі і будівництво руслової ділянки цементаційної галереї, а також тимчасової водоскидної споруди. Паралельно з 1976 року велися роботи на підземних спорудах станції. Максимальна інтенсивність виломки була досягнута в 1980 році, що пов'язано з масштабною розробкою приміщення машинного залу станції. 20 червня 1980 року в залізобетонному оздобленні зводу машинного залу була виявлена тріщина довжиною 30 м, яка продовжувала зростати і незабаром досягла довжини 84 м. Причиною утворення тріщини стало розвантаження гірських порід у результаті їх відтавання в умовах наявності в породі природних тектонічних тріщин. Для вирішення проблеми були проведені спеціальні заходи щодо зміцнення стін і склепіння машинного залу, зокрема, кріплення їх анкерами довжиною 9-12 м. Крім того, був різко обмежений масштаб вибухових робіт, що істотно знизило обсяги виломки в наступні роки.

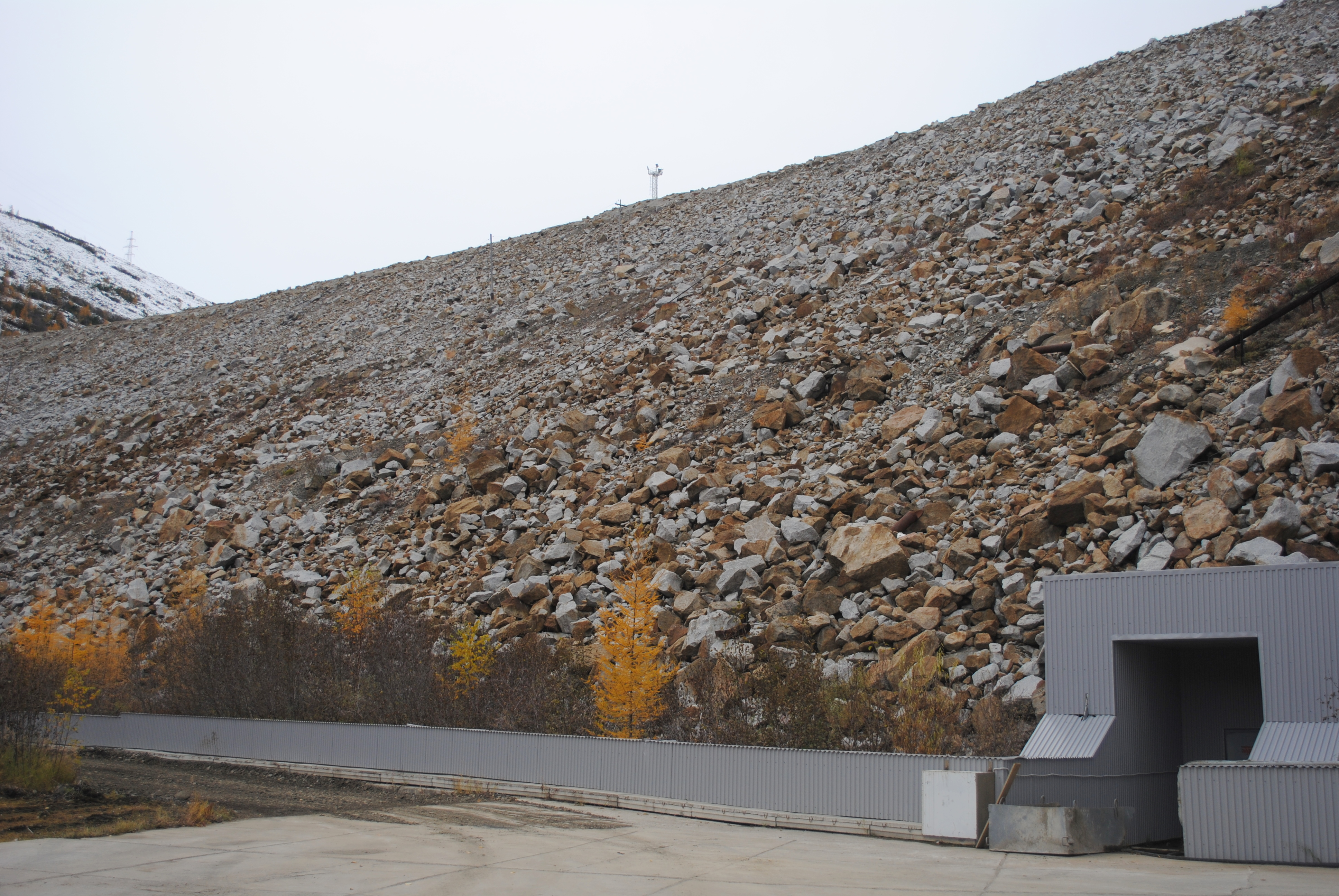
Гребля Колимської ГЕС

Зведення цементаційної галереї також не обійшлося без складнощів. Спочатку планувалося забетонувати її руслову ділянку в зимовий період 1977–1978 років під захистом перемичок, що утворюють спочатку правобережний, а потім лівобережний котлован. Однак після спорудження правобережного котловану відкачати воду з нього не вдалося через підвищену фільтрацію через тіло перемичок внаслідок укладання в них мерзлого ґрунту. Довелося змінити схему будівництва на користь повного перекриття річки з спорудою будівельного тунелю довжиною 300 м для пропуску витрат річки в зимовий період 1978–1979 років. 4 грудня 1978 Колима була перекрита в перший раз, вода пішла через будівельний тунель. Під захистом верхової та низової перемичок в січні-квітні 1979 року було завершено будівництво цементаційної галереї, а також укладені деякі елементи основної греблі — частина ядра, фільтрів і утримуючих призм. Передбачалося пропустити паводок 1979 року поверх перемичок і недобудованої частини основної греблі, захистивши її від розмиву великим каменем, покладеним шаром в 1 м. Однак паводок зруйнував захист і розмив покладений в греблю ґрунт.
Будівництво тимчасової водоскидної споруди велося в 1974–1982 роках, причому земельно-скельні роботи проводилися в 1974–1979 роках, а бетонні — в 1979–1982 роках. З осені 1980 року водоскид в паводковий період включався в роботу в недобудованому вигляді, а роботи з добудови велися в зимовий період, коли витрати води, які різко знизилися, пропускалися через будівельний тунель. У червні 1978 року котлован тимчасового водоскиду був повністю затоплений через вихід з ладу насосів, для відкачування води знадобився монтаж плавучої насосної станції.
У 1978 році почалося спорудження дослідної греблі заввишки 16 м на струмку Анманничан (рос. Анманнычан), який являє собою модель греблі Колимської ГЕС. Будівництво тимчасової греблі Колимської ГЕС висотою 62 м було здійснено в 1980–1981 роках за 15 місяців. Повторне перекриття Колими було здійснено 20 вересня 1980 року, вода пропускалася через ще не добудований до того моменту тимчасовий водоскид. Витрата води в річці при перекритті становила 643 м³/с, що перевищувало витрати при перекриттях річок на будівництві інших північних гідровузлів, зокрема, Вілюйського і Усть-Хантайського. Наповнення водосховища було розпочато 18 жовтня 1980 року після перекриття останнього затвора тимчасового водоскиду.
Директивний тиск партійних органів (перший гідроагрегат було потрібно запустити до відкриття XXVI з'їзду КПРС в лютому 1981 року) в умовах недофінансування будівництва і наявних технічних проблем призвело до урізання пускового комплексу з метою забезпечити запуск станції в задані терміни. 24 лютого 1981 року був проведений запуск першого гідроагрегату, але в умовах недобудованої тимчасової греблі і незначних витрат води в річці, яку було накопичено в зимовий період у водосховищі, вистачило тільки на 8 днів роботи гідроагрегату, після чого він був зупинений. Інформація про це дійшла до Комітету народного контролю СРСР, результатом перевірки якого стало анулювання акту про прийняття в експлуатацію гідроагрегату і позбавлення колективу будівельників урядових нагород. Повторний пуск гідроагрегату № 1 було здійснено в червні 1982 року (акт приймання підписаний 27 червня), 22 жовтня того ж року був введений в експлуатацію гідроагрегат № 2, 15 червня 1984 року — гідроагрегат № 3, на чому будівництво першої черги Колимської ГЕС було завершено.

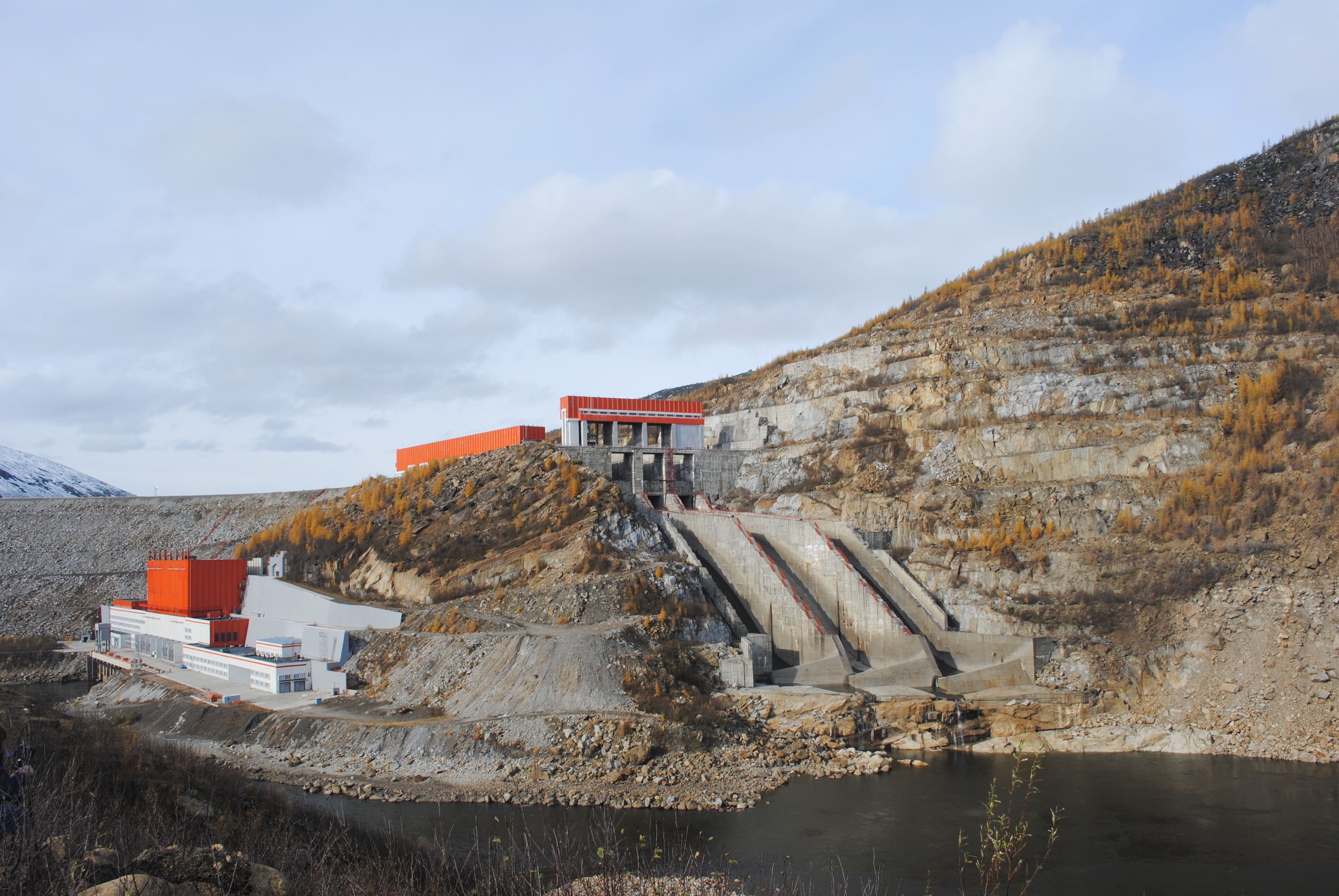
Загальний вигляд постійного водоскиду

У ході будівництва другої черги були зведені основна гребля, постійний водоприймач, водогони і водоскид, а також будівля ГЕС в повному обсязі. Відсипання основної греблі Колимської ГЕС велося в 1981–1988 роках, найбільш інтенсивно — в 1983 році. У червні 1988 року почалося наповнення Колимського водосховища до проектного рівня, були введені в роботу постійний водоприймач і водогони, що дозволило пустити 30 вересня 1988 року гідроагрегат № 4 на розрахунковому напорі. Перехід перших трьох гідроагрегатів на повний напір був завершений в липні 1991 року, останній гідроагрегат № 5 був запущений тільки 2 жовтня 1994 року. Будівництво постійного водоскиду через зміни його конструкції та обмежень на масштаби вибухових робіт (після інциденту 19 листопада 1982 року, коли в ході підривних робіт ЗРУ-220 кВ було уражено двома каменями вагою 6,7 і 2,5 т, пробивши стіну будівлі) затягнулося. Вперше водоскид був включений в роботу (причому тільки одним лотком, будівництво інших тривало) в 1988 році, а до цього часу використовувалася тимчасова водоскидна споруда.
Відповідно до календарного графіку будівництва Колимську ГЕС планувалося звести за 11 років. Фактично, через недостатнє фінансування, цей термін збільшився вдвічі. Будівництво станції було в основному закінчено до 1994 року, але офіційно її будівництво завершилося 25 жовтня 2007 року, коли був підписаний акт про прийом Колимської ГЕС в постійну експлуатацію. Вартість будівництва Колимської ГЕС склала 1 млрд 85,7 млн рублів в цінах 1984 року.

## Експлуатація

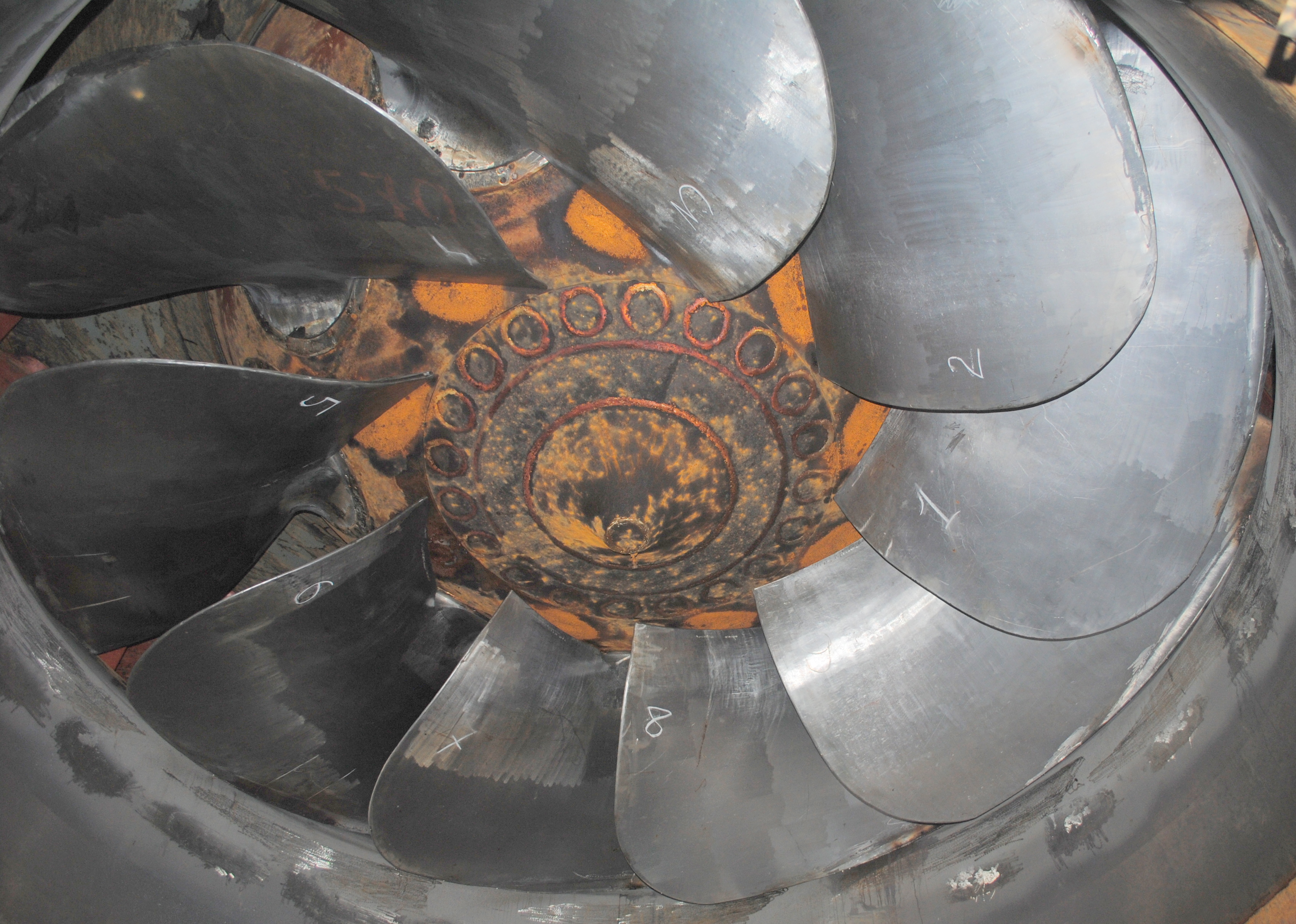
Діагональна гідротурбіна Колимської ГЕС, вид знизу на робоче колесо

Після запуску гідроагрегатів з'ясувалося, що деякі їх елементи не є достатньою надійними. У 1985 році в спіральних камерах гідроагрегатів № 1 і 2 були зафіксовані руйнування ділянок сталевого облицювання товщиною 28 мм, через що необхідно було вивести гідроагрегати в капітальний ремонт і замінити облицювання на нове, товщиною 50 мм, що однак не вирішило проблеми, руйнування облицювань тривали. Для гідроагрегату № 5 було виготовлене облицювання товщиною 100 мм, такої ж товщини облицювання було встановлене і в спіральних камерах інших гідроагрегатів в ході їх ремонтів, що вирішило проблему. Крім цього, спостерігалося активне утворення тріщин в лопатях турбін, що 24 червня 1991 року призвело до обриву лопаті турбіни гідроагрегата № 3. У результаті був пошкоджений напрямний апарат і кришка турбіни, порушена герметичність турбіни, внаслідок чого була затоплена турбінна шахта гідроагрегату. Загроза затоплення всього машинного залу була відвернена оперативним закриттям затворів. У 1998 році на гідроагрегаті № 1 була замінена гідротурбіна з діагональної на радіально-осьову, від заміни інших турбін було вирішено відмовитися, оскільки після проведених доопрацювань їх надійність перестала викликати сумніви.
Роль Колимської ГЕС в енергопостачанні Магаданської області постійно зростала, з 64% у 1990 році до 95% в даний час. Вироблення і корисний відпуск електроенергії Колимської ГЕС за останні роки:
| Показник                                     | 2007 | 2008 | 2009 | 2010 | 2011 | 2012 |
| -------------------------------------------- | ---- | ---- | ---- | ---- | ---- | ---- |
| Виробництво електроенергії, млн кВт·год      | 2016 | 2012 | 1943 | 1973 | 2033 | 2030 |
| Корисний відпуск електроенергії, млн кВт·год | 1952 | 1855 | 1788 | 1909 | 1972 | 1988 |

У 1992 році Колимська ГЕС увійшла до складу ВАТ «Колимаенерго», в 2008 році в ході реформи електроенергетики контролюючим акціонером ВАТ «Колимаенерго» стало ВАТ «РусГідро», якому належить понад 98% його акцій. У 2010 році станції було присвоєно ім'я керівника її будівництва і першого директора — Юрія Йосиповича Фріштера. Реалізується програма модернізації обладнання станції, зокрема в 2011 році на такі цілі було спрямовано 202 млн рублів.